# Pączki

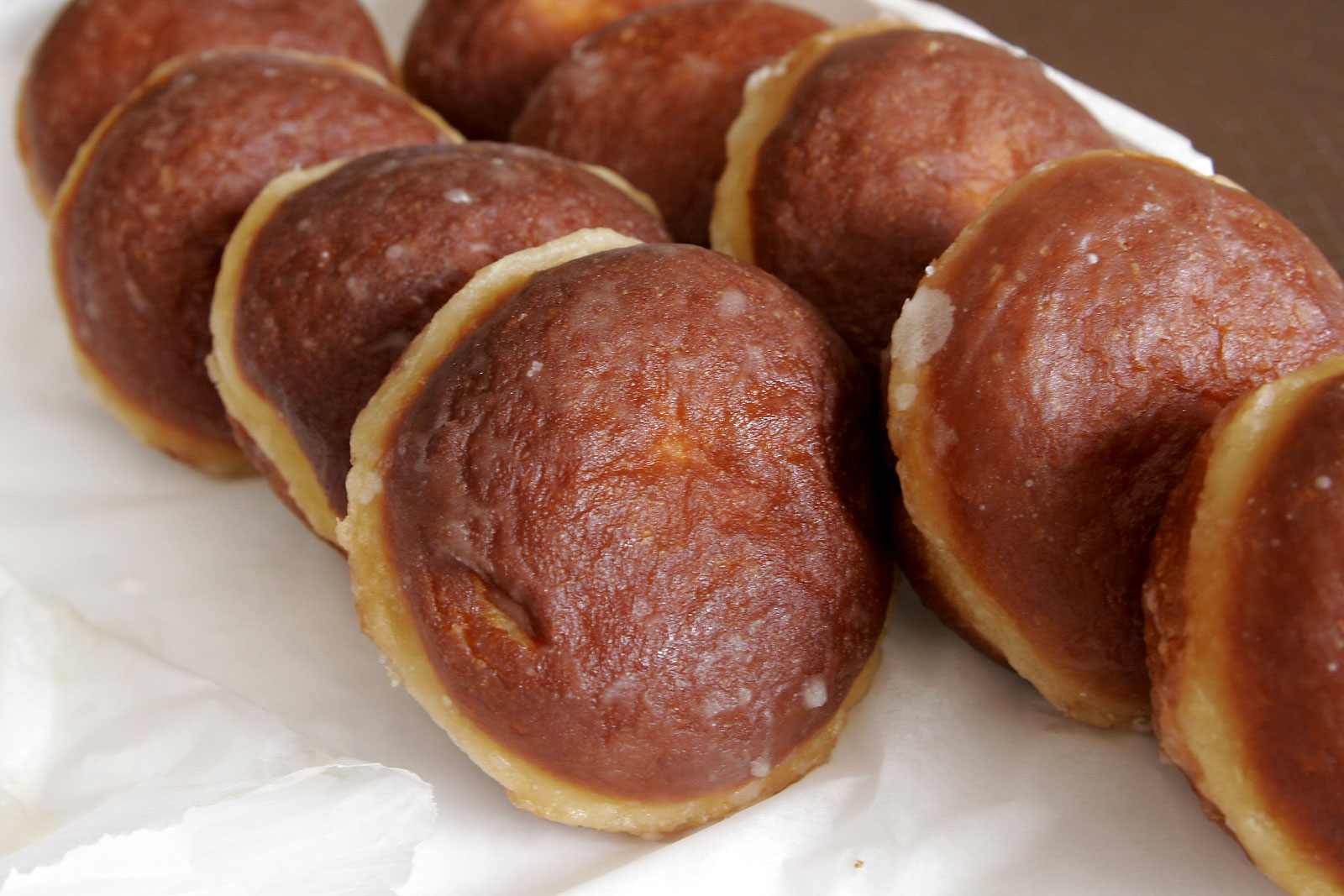
Ponczki tradiţional

Pączki seamănă foarte mult cu gogoșile din România.
În aluat se pune puțin alcool, care prin evaporare previne absorbția uleiului în timpul fierberii în ulei.
Deasupra Pączki de obicei se presară zahăr pudră,ciocolată, sau coajă de portocală rasă.
Ca umplutură se folosește gem de prune, măceș, căpșuni, afine, zmeură sau mere.   

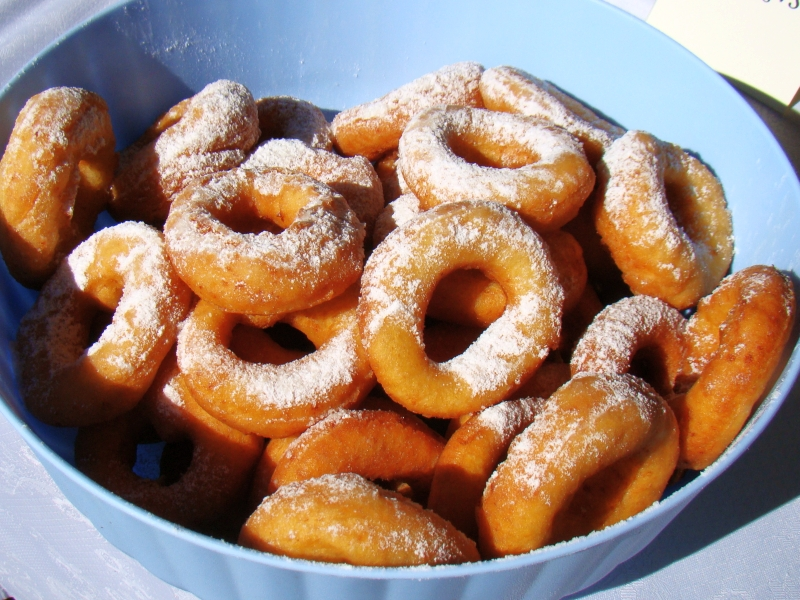
Pączki serowe sau Oponki tradiţional
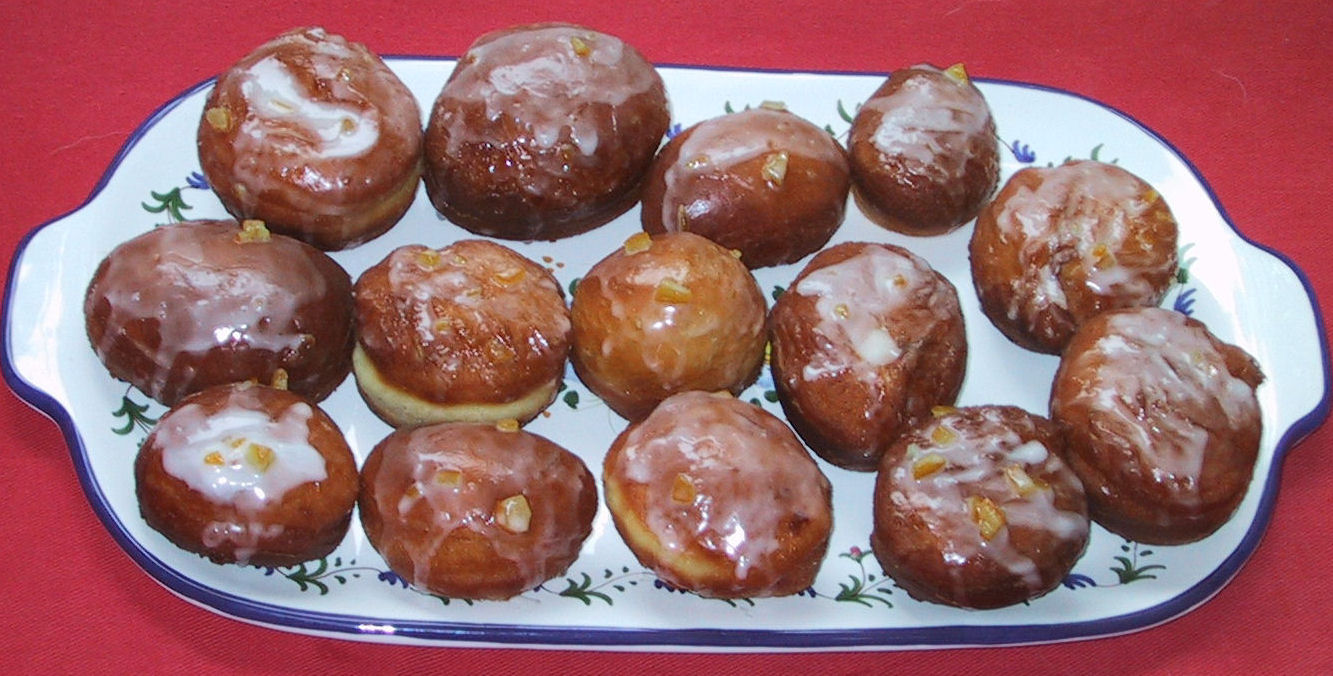
Pączki făcut acasă, cu glazură
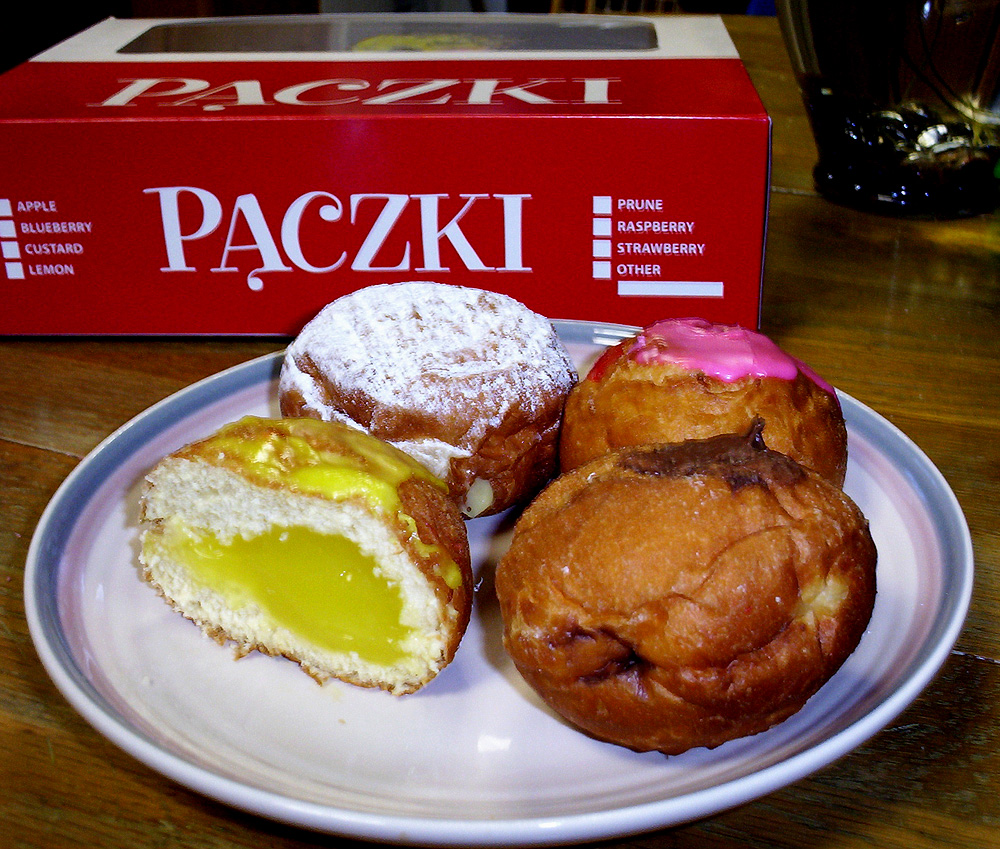
Pączki în SUA